# دانکن، بریتیش کلمبیا
دانکن شهری در جنوب جزیره ونکوور در بریتیش کلمبیای کانادا است.
این شهر با ۲/۰۷ کیلومتر مربع (۰/۸ مایل مربع) کوچکترین شهر کاناداست. در سال ۲۰۱۱ جمعیت دانکن ۴٬۹۳۲ نفر بوده است.

## محل
این شهر حدود ۵۰ کیلومتر یا هر دو شهر ویکتوریا (به سمت جنوب) و نانایمو (به سمت شمال) فاصله دارد.
اگرچه جمعیت شهر دانکن زیر ۵ هزار  نفر تخمین زده شده است, اما از توابع استان دره کویچان است که خود ۸۴ هزار نفر جمعیت دارد که باعث می شود شهر دانکن میزبان جمعیتی بیش از ظرفیت خود باشد. همچنین مردمی که در شمال کویچان و نواحی مرزی ساکن هستند معمولا از دانکن برای آدرس پستی خود استفاده می کنند.

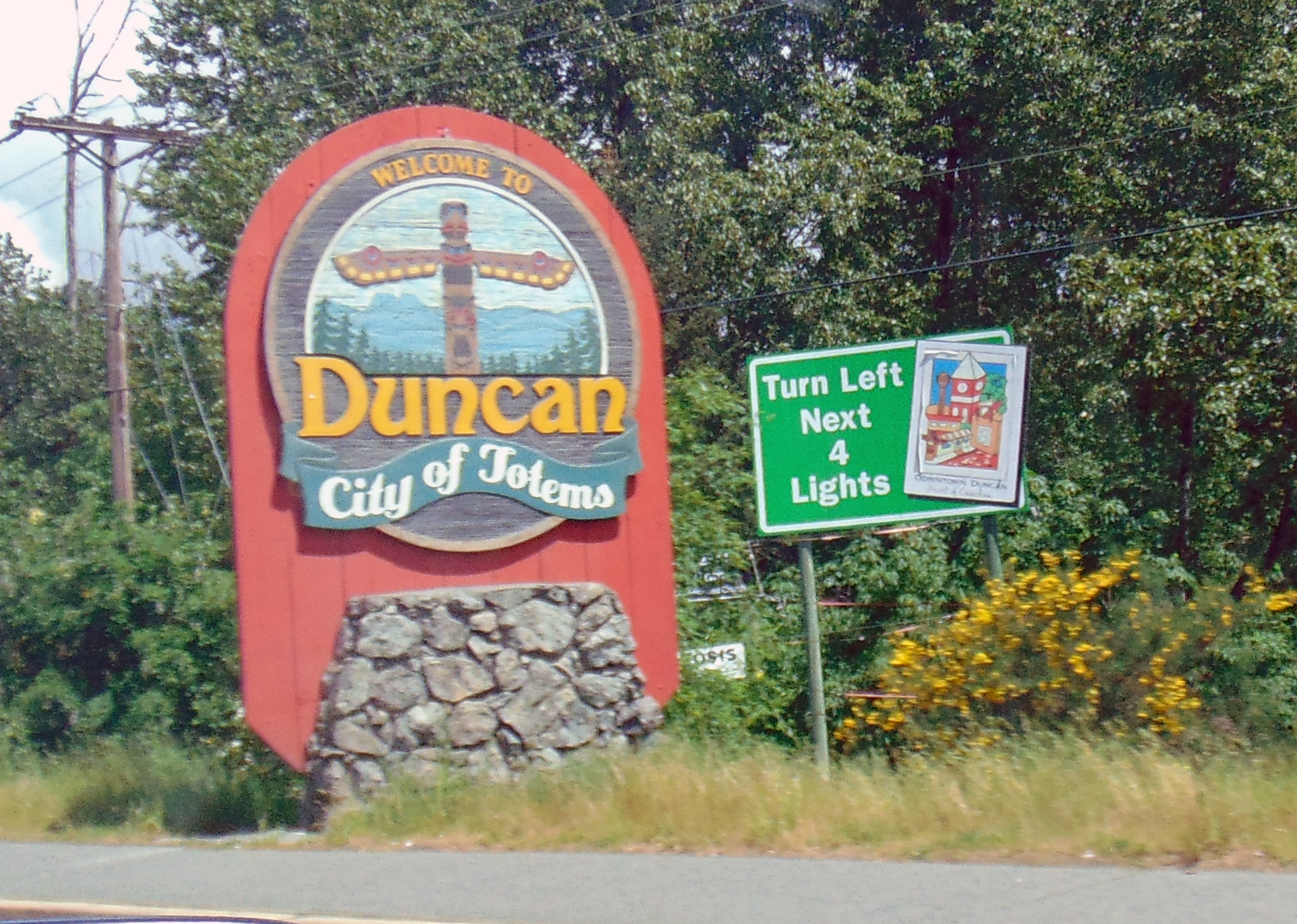
نشانه استقبال بازدید کنندگان به شهر دانکن در جزیره ونکوور بریتیش کلمبیا.

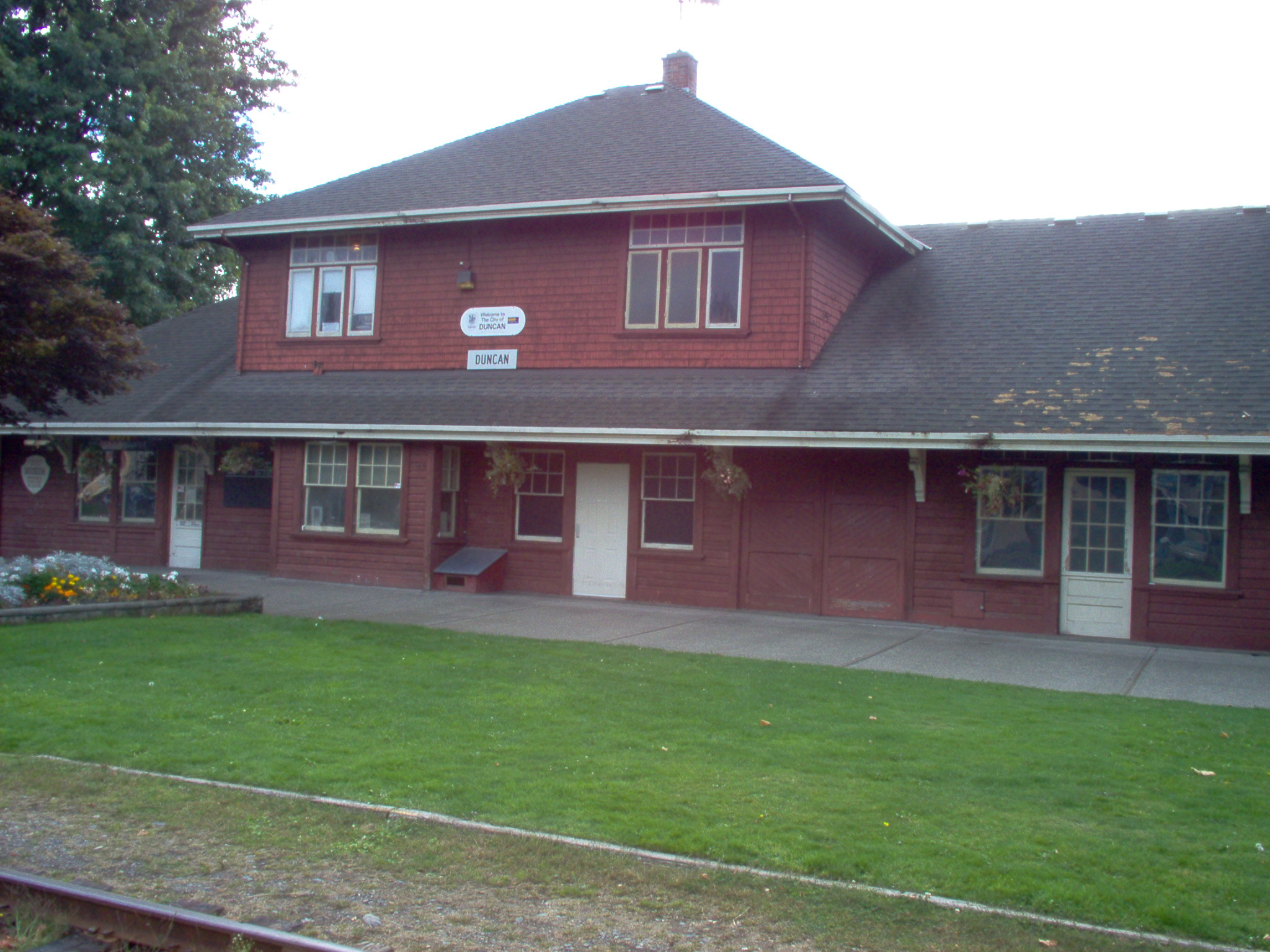
ایستگاه قطار دانکن